# Eaea
Az Eaea a spanyol Blanca Paloma énekesnő dala, mellyel Spanyolországot képviselte a 2023-as Eurovíziós Dalfesztiválon Liverpoolban. A dal 2023. február 4-én, a spanyol nemzeti döntőben, a Benidorm Fest alatt megszerzett győzelemmel érdemelte ki a dalversenyen való indulás jogát.

## Eurovíziós Dalfesztivál
2022. október 25-én a Radiotelevisión Española (RTVE) bejelentette, hogy az énekesnő is résztvevője a Benidorm Fest spanyol eurovíziós nemzeti válogatónak. Versenydalát a február 2-i második elődöntőben adta elő először, ahonnan első helyezettként sikeresen továbbjutott a döntőbe. A dal február 4-én megnyerte a nemzeti döntőt, ahol a demoszkopikus-, szakmai zsűri, valamint a nézői szavazatok együttese alakította ki a végeredményt. A demoszkopikus zsűri szavazatai alapján második, míg a szakmai zsűri és a nézői szavazáson első helyezést ért el, ezzel 169 pontot összegyűjtve az első helyen végzett és megnyerte a versenyt, így az alábbi dallal képviseli Spanyolországot az elkövetkezendő Eurovíziós Dalfesztiválon.
A dalfesztivál előtt a portugál nemzeti döntőben, Barcelonában, Tel-Avivban, Madridban, Amszterdamban és Londonban eurovíziós rendezvényeken népszerűsíti versenydalát.
Mivel Spanyolország tagja az automatikusan döntős „Öt Nagy” országának, ezért a dal az Eurovíziós Dalfesztiválon először a május 13-án rendezett döntőben versenyzett, de előtte a második elődöntő zsűris főpróbáján adta elő. A döntőben fellépési sorrendben nyolcadikként lépett fel, a Ciprust képviselő Andrew Lambrou Break a Broken Heart című dala után és a Svédországot képviselő Loreen Tattoo című dala előtt. A zsűri szavazáson a kilencedik helyen végzett 95 ponttal, míg a nézői szavazáson az utolsó, azaz huszonhatodik helyen végzett 5 ponttal, így összesítésben 100 ponttal a verseny tizenhetedik helyezettje lett.
A következő spanyol induló a Nebulossa Zorra című dala volt a 2024-es Eurovíziós Dalfesztiválon.

### Kapott pontok
Döntő
| Zsűri | 95 |  |  | 8 | 7 |  | 3 |  | 2 | 7 |  |  |  | 6 | 7 | 10 | 6 | 2 | 6 |  |  | 3 | 3 | 6 | 1 | 3 | 4 |  |  |  |  | 3 | 2 |  | 1 |  | 5 |   |
| Nézők | 5  |  |  |   |   |  |   |  |   |   |  |  |  |   |   | 3  |   |   |   |  |  |   |   |   |   |   |   |  |  |  |  |   |   |  |   |  |   | 2 |

## Galéria

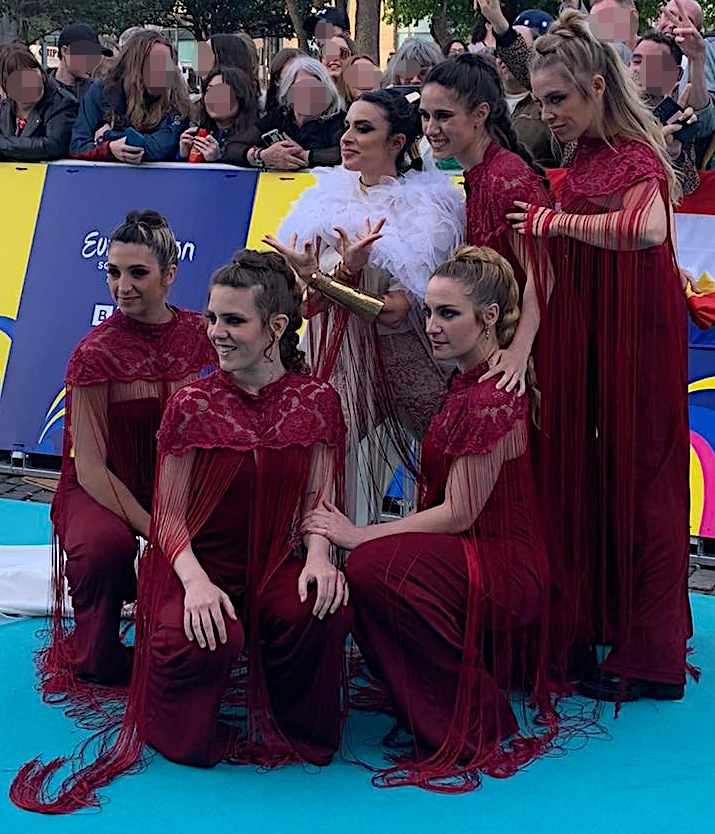
A megnyitóünnepségen
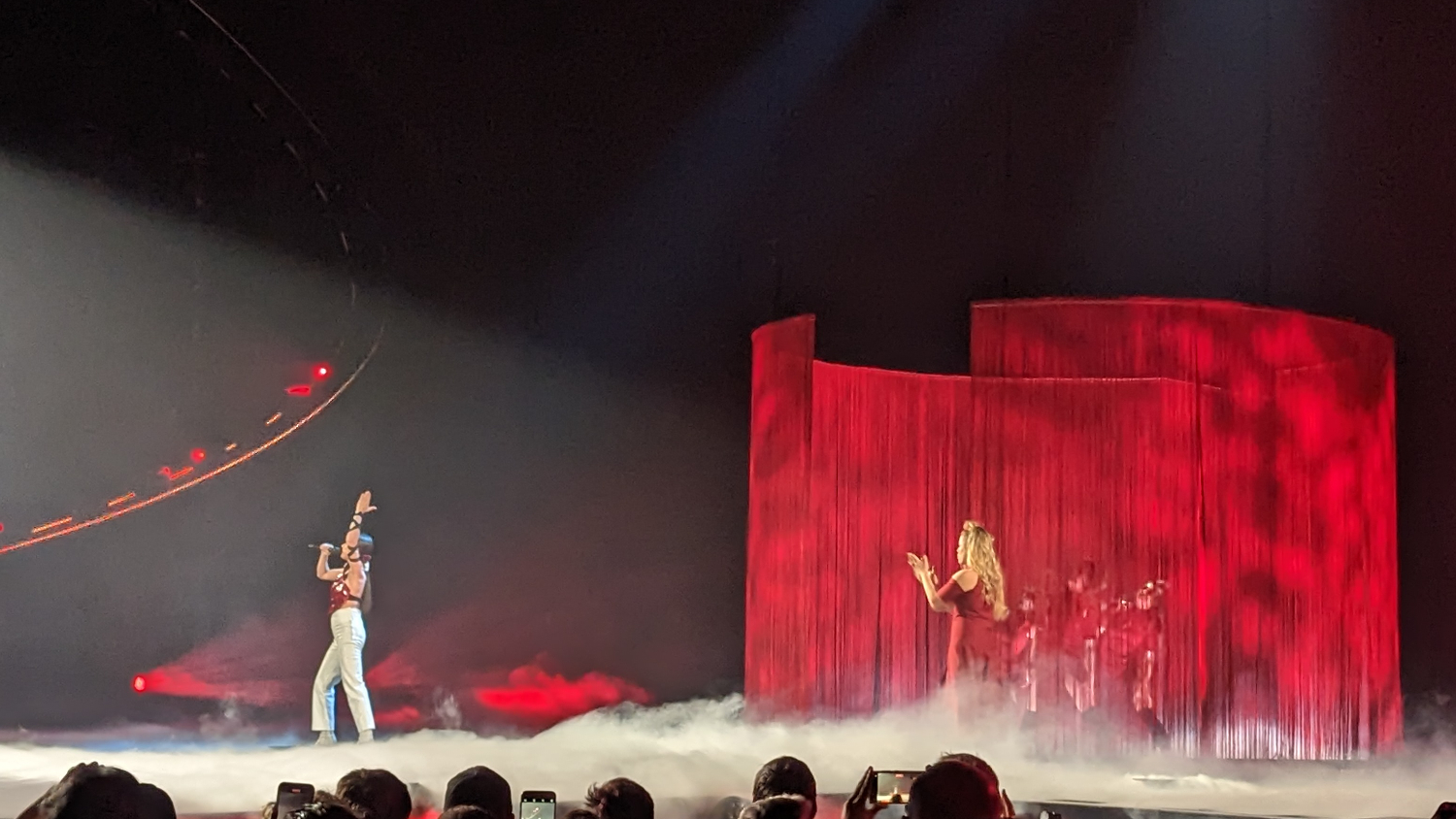
A második elődöntő főpróbáján
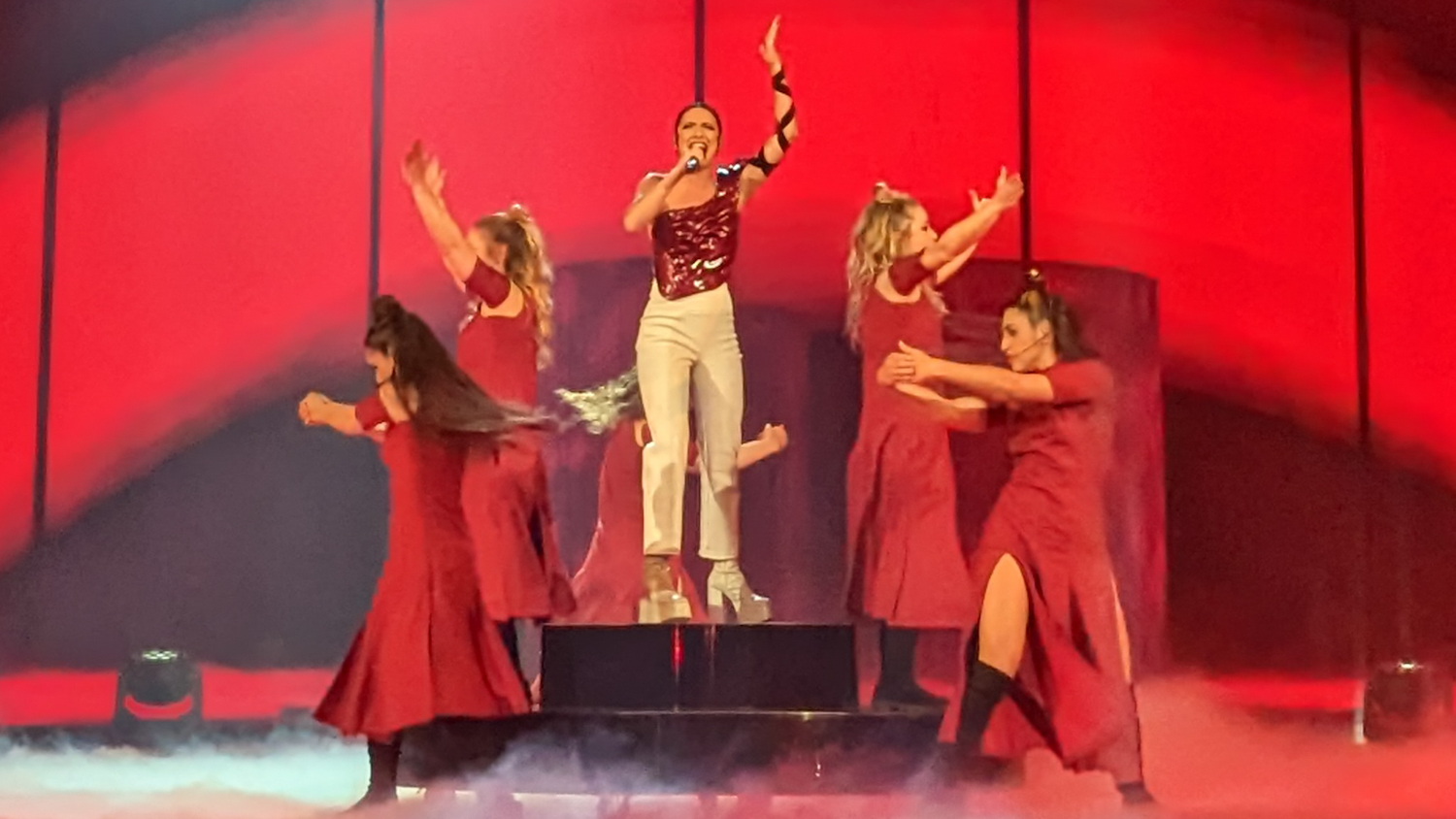
A döntőben